# Rio Drin

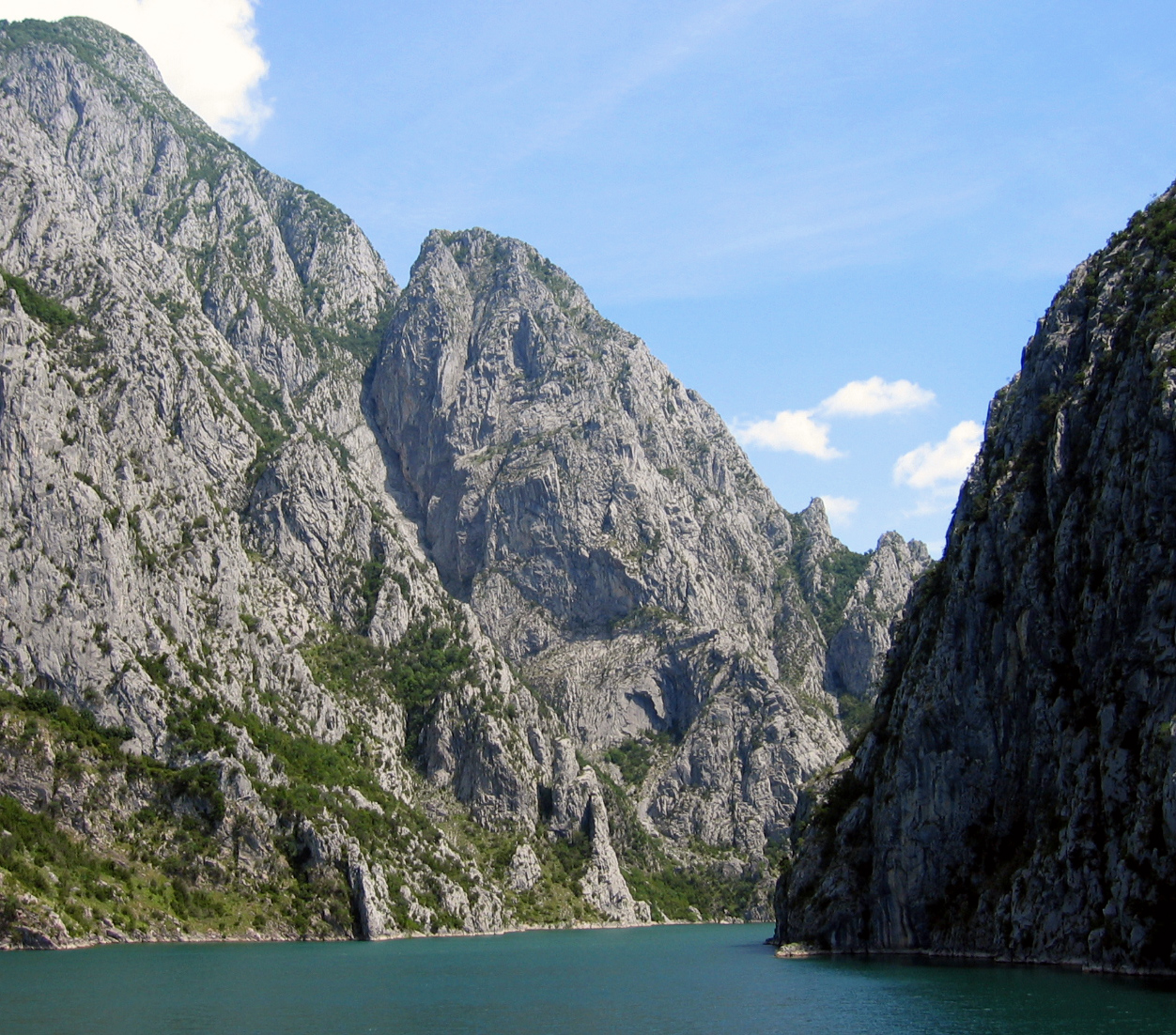
O lago Koman enchendo os leitos do Drin no norte da Albânia.

O Drin (em macedônio: Дрим; em sérvio: Drim) é o maior rio da Albânia, com 335 km de comprimento. Tem duas confluências, uma com o Mar Adriático e a outra com o rio Bojana.

## Origem
O Drin nasce na confluência de suas duas cabeceiras, o Drin Negro e o Drin Branco, na cidade de Kukës, no leste da Albânia. Medindo desde lá até sua desemborcadura no Mar Adriático, o Drin mede 160 km de comprimento. Embora, medindo-se desde a origem do "Drin Branco" passa a ter 335 km de comprimento, sendo assim o maior rio da Albânia. O "Drin Negro" (Crn Drim em macedônio, Drini i Zi em albanês) flui desde o lago Ohrid e atravessa a República da Macedônia e Albânia. O "Drin Branco" (Beli Drim em sérvio, Drini i Bardhë em albanês) nasce na montanha Žljeb (região metohijana de Kosovo, ao norte da cidade de Peć), cruzando a Sérvia e a Albânia.

## Trajeto

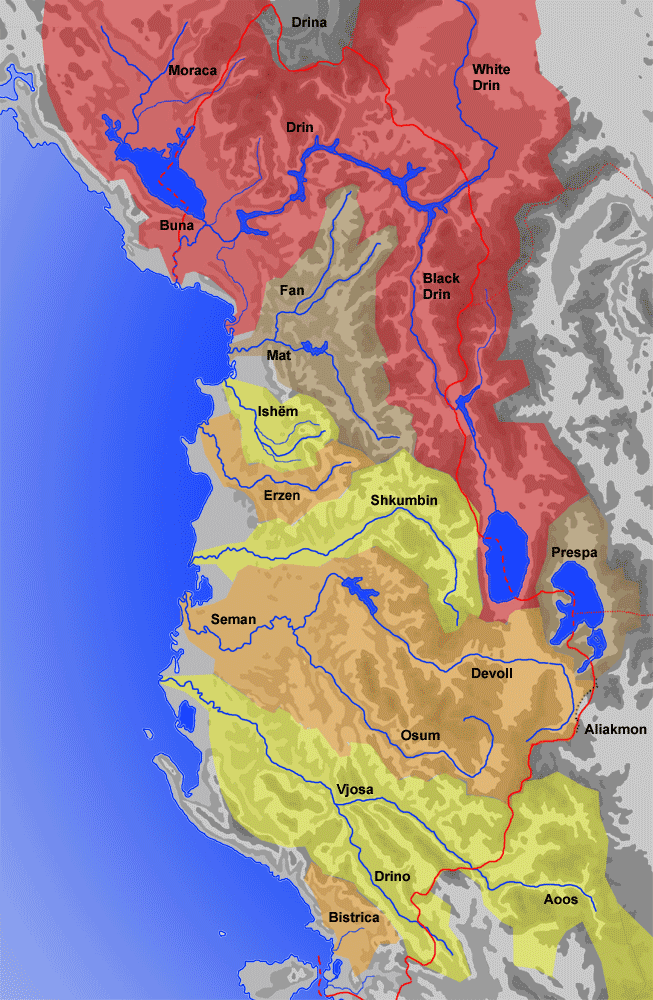
Principais rios da Albânia.

Desde Kukës, o Drin flui através do norte da Albânia, primeiro pela zona do distrito de Has, ao norte do país, atravessando os povos de Spas, Msi e Fierzë, posteriormente chega à região de Dukagjini descendo até o sul, passando por Apripë, Gurit, Toplanë, Dushman, Koman, Vjerdhë e Pale Lalej. Em Vau i Dejës, se adentra nas planícies de Shkodra e se divide em duas partes. Uma dessas partes deságua dentro da Baía do Drin (albanês: Pellg i Drinit), no Mar Adriático, no sudoeste da cidade de Lezhë  ("A Boca do Drin"; albanês: Gryk'e Drinit). Os demais deságuam no rio Bunë (Bojana/Бојана em sérvio) próximo de Rozafa. Ainda quando é uma derivação de 15 km, a seção que deságua no Bojana é chamada "O Grande Drin" (Drini i Madh em albanês), porque flui muito mais água que o braço largo que termina no mar. O Grande Drin é muito amplo e transporta uma grande quantidade de água (320 m³/s), mas por ser pequeno, alguns mapas o indicam como um lago. Depois de passar o Vau i Dejës, o braço largo segue seu curso até o sul, passando através de Bushat, Mabë, Gajdër, Lezhë e Medes. Ao sul de Lezhë, ele penetra em uma área baixa e pantanosa do litoral cruzando o pântano para finalmente desembocar no Adriático.

## Economia

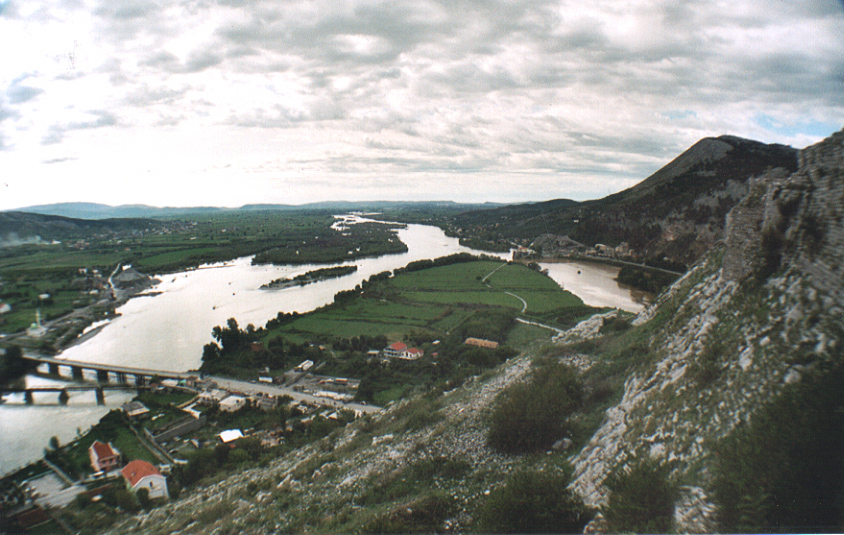
Os rios Bojana e Drin.

O Drin é extremamente importante para a economia albanesa, especialmente para a produção de eletricidade. Três represas estão construídas sobre suas cascatas produzindo a maioria da eletricidade da Albânia. O lago artificial Fierza (albanês: Liqeni i Fierzës) derivado da represa em Fierzë, é um dos mais extensos lagos artificiais da Albânia, com uma superfície de 73 km². O segundo maior lago artificial é o lago Vau i Dejës (Liqeni i Vau te Dejës, em albanês), também é originado neste rio, ocupando uma área de 25 km². A construção da central elétrica de Fierza causou algumas controvérsias na década de 1980. Sem chegar a nenhum acordo, o governo da Albânia ordenou que a represa de contenção fosse preenchida com água, no qual terminou por inundar algumas zonas fronteiriças com a Iugoslávia. O governo iugoslavo protestou, mas não teve nenhuma soluçaõ. Desta maneira, atualmente o lago Fierza é compartido pela Albânia e Sérvia.

## Vida silvestre
O Drin e suas zonas montanhosas possuem uma grande variedade de flora e fauna. Recentemente muitos tipos de peixes tem sido introduzidos, tal como o zander (Stizostedion lucioperca) do norte da Europa, no qual é um depredador das espécies nativas.